# Claire Schlichting

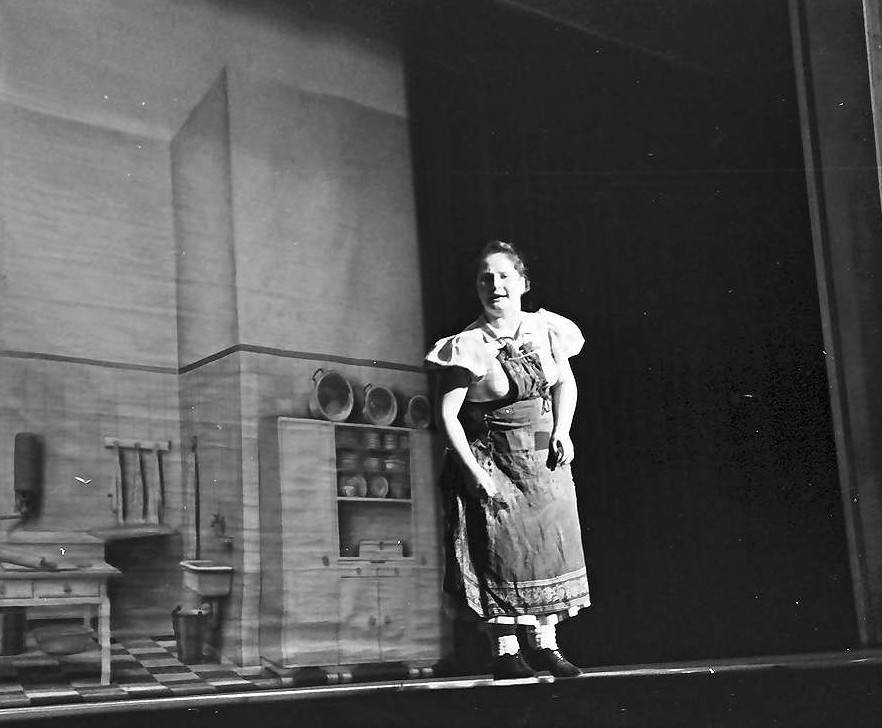
Claire Schlichting im Wintergarten 1939

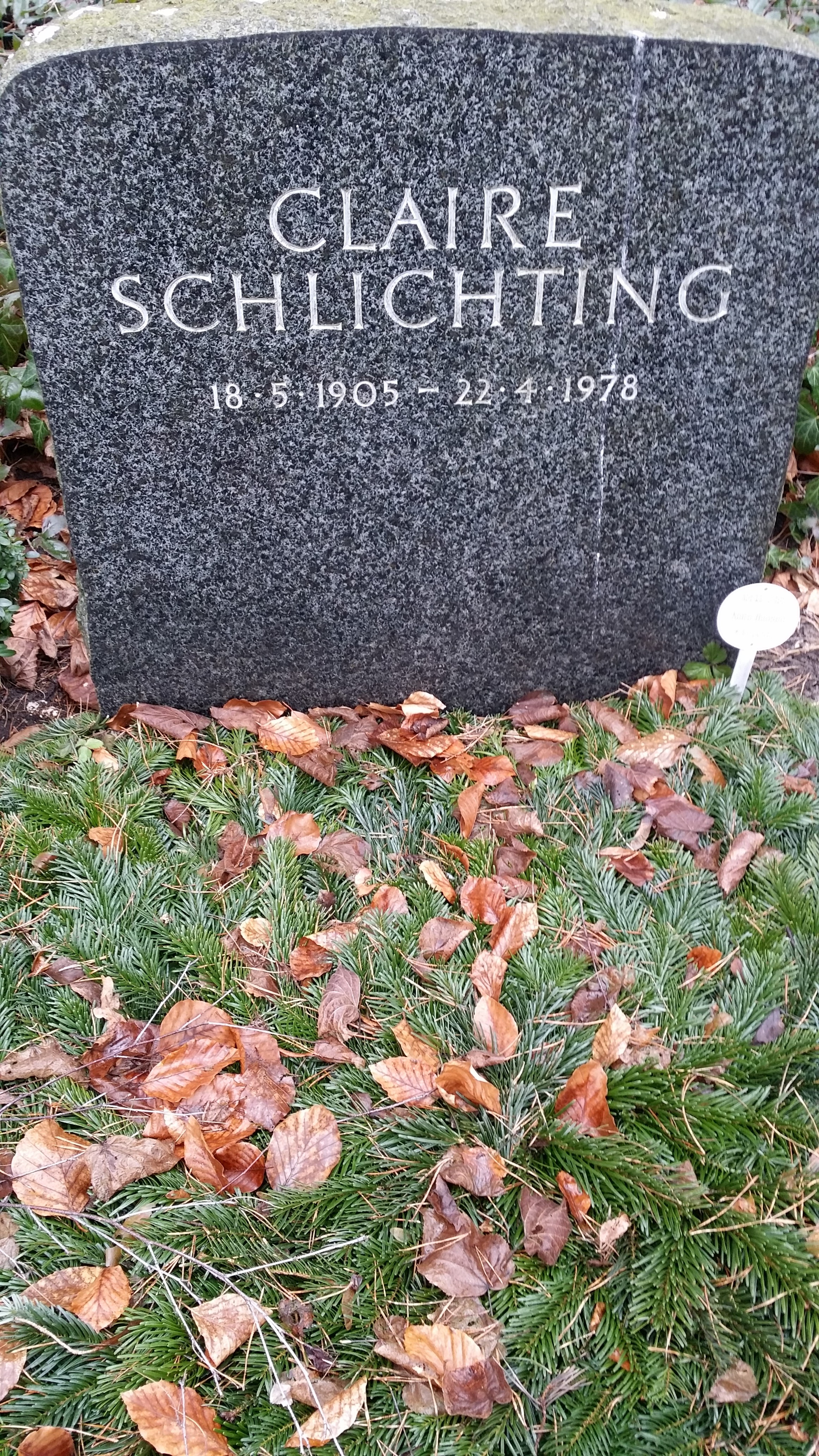
Das Grab von Claire Schlichting …

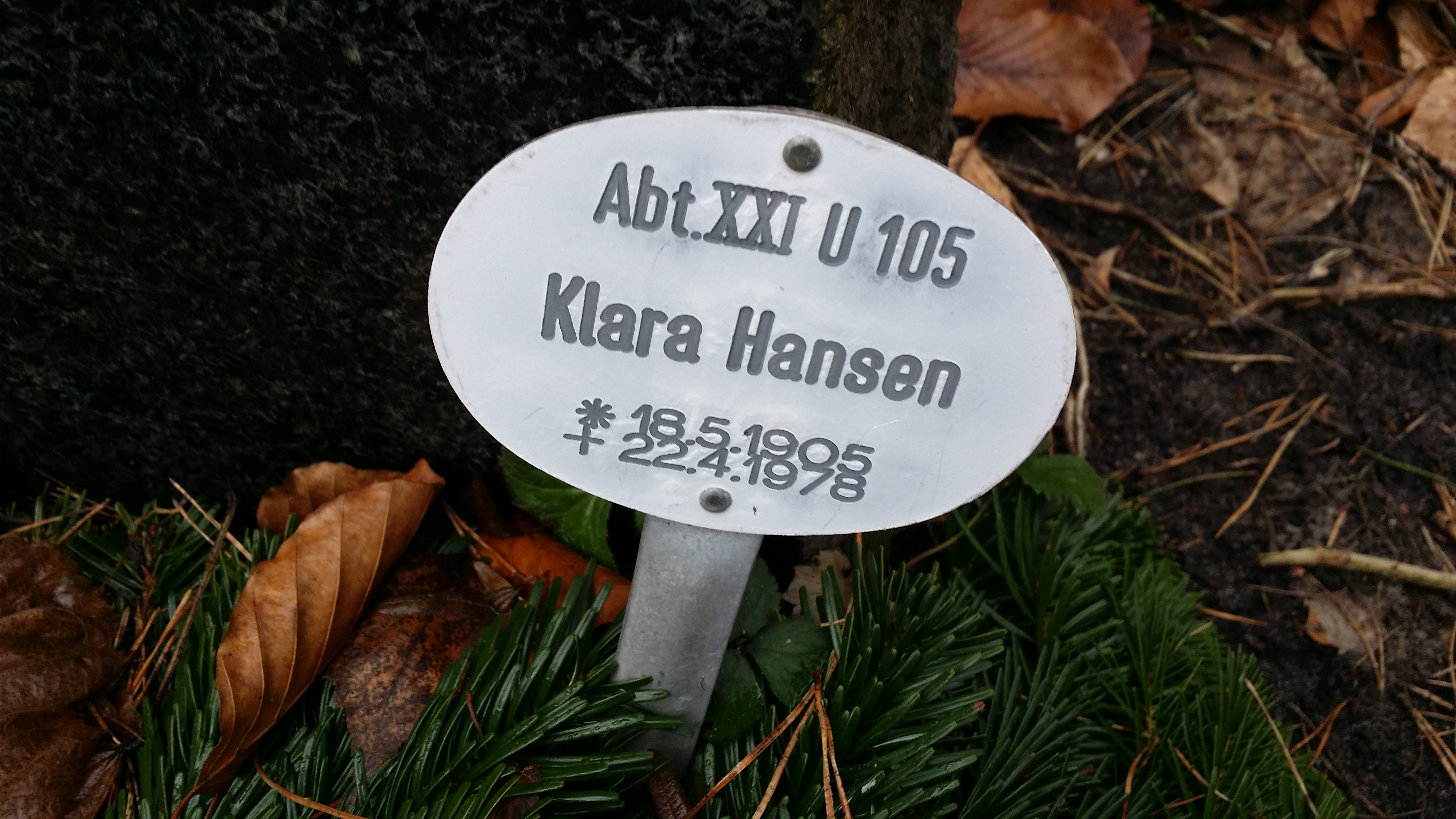
… beigesetzt als Klara Hansen

Claire Schlichting (* 18. Mai 1905 in Elberfeld, heute Wuppertal; † 22. April 1978 in Berlin) war eine deutsche Schauspielerin und Komikerin.

## Leben
Claire Schlichting wurde als einziges Kind eines Kaufmanns und einer Lehrertochter unehelich als Klara Gerhartz geboren. Ihr Großvater mütterlicherseits war der Dorfschullehrer Wilhelm Gerhartz (1847–1907), der im rheinischen Ort Brenk unterrichtete. Bereits als Kind besuchte sie eine Ballettschule in Barmen, 15-jährig beschloss sie, Tänzerin zu werden, arbeitete im Theater in Wuppertal als Statistin, sang im Chor und wurde mit 17 als Soubrette engagiert. Kurz darauf heiratete sie Herbert Schlichting und bekam als 19-Jährige ihr erstes Kind.
Zwischen Dezember 1935 und August 1938 sind auch Auftritte im Rundfunk belegt.
Bei einem Gastspiel in Dresden (das genaue Jahr konnte nicht ermittelt werden) lernte Claire Schlichting den 10 Jahre jüngeren Dänen Erik Hansen kennen, der gemeinsam mit seiner Schwester Ruth als Tanzpaar Erik und Ruth Buchardt auftrat, nach dem Familiennamen des Lebensgefährten seiner Mutter. Erik Hansen trat später auch gemeinsam mit Schlichtings Sohn ebenfalls unter dem Namen Buchardt auf.
Den Machthabern des 3. Reichs war es offenbar verborgen geblieben, dass Claire Schlichtings Vater Jude war und sie deshalb nach nationalsozialistischer Terminologie als jüdischer Mischling galt. Noch bis mindestens Anfang 1943 trat Schlichting unbehelligt an deutschen Bühnen auf. So trat sie im gesamten Januar 1943 täglich um 20.00 Uhr im Wiener Wintergarten mit „Carl Bernhard, Pong, Jonny & Erik Buchardt, Valivo & Eva Lany, Magda Soos, Bolls & Bobby, Hermy Uray, Steffi Melz“ auf. Bei Jonny Buchardt handelt es sich um ihren Sohn (siehe unten).
Dann soll sie von unbekannter Seite entsprechend denunziert worden sein. Kurz nach der Geburt der gemeinsamen Tochter Monika heiratete sie – demnach zwischenzeitlich von Herbert Schlichting geschieden – Erik Hansen und zog mit ihm und den Kindern nach Kopenhagen, wo Hansen Verwandte hatte. Dort lernte sie ebenso wie ihre Tochter Dänisch. Eine Zeitlang arbeitete sie in einem Haus, das auch der Gestapo als Hauptquartier diente. Claire Schlichting geriet in eine Widerstandsbewegung hinein und wurde beim Versuch einer Gefangenenbefreiung, an der sie aktiv beteiligt war, verhaftet. Bei anschließenden Verhören wurden ihr schwere Misshandlungen zugefügt, wodurch sie ein lebenslanges Beinleiden davontrug.
Über die nachfolgende Zeit gibt es unterschiedliche Aussagen. Nach einem bereits zitierten Artikel in der Zeitschrift DON war Claire Schlichting nach ihrer Verhaftung bis 1945 in einem Konzentrationslager interniert, ohne dass jedoch näher auf diese Zeit eingegangen wird. 1952 soll sie nach Deutschland zurückgekehrt sein. In der Biographie ihres Enkels Ben Becker wird ein Lageraufenthalt nicht erwähnt, doch soll die Familie bereits drei Jahre nach Kriegsende wieder nach Deutschland übergesiedelt sein. In einem Interview mit der Jüdischen Allgemeinen vom 15. August 2013 äußert Becker jedoch im Zusammenhang mit dem Gedicht Todesfuge von Paul Celan: „Die ‚Todesfuge‘ ist eine Zustandsbeschreibung. […] Meine jüdische Großmutter Claire Schlichting hat den erlebt. Die ist gerade noch so durch die Tür gekommen.“
Ein gemeinsamer Auftritt mit dem Schauspieler Jupp Hussels anlässlich des 100-jährigen Bestehens der Gildemann-Cigarrenfabriken AG im niedersächsischen Soltau, der durch einen Bericht in der Neuen Deutschen Wochenschau Nr. 44 vom 29. November 1950 verbürgt ist, legt die Vermutung nahe, dass Claire Schlichting bereits vor 1952 nach Deutschland zurückgekehrt war. Von einer Rückkehr 1952 ausgehend, stand sie bald wieder auf der Bühne, bis sie versuchte, sich nach und nach ins Privatleben zurückzuziehen. Sie führte eine unbestimmte Zeit einen Gastronomiebetrieb in der Wichsdos, einem Haus in der Düsseldorfer Rheinstraße 5, das seinen Namen bereits seit dem ausgehenden 19. Jahrhundert trug, und in dem sie auch auftrat. Später betrieb sie in Berlin eine Prominentenpension, kehrte aber nach deren Konkurs ins Rheinland zurück, wo sie in Köln im 21. Stock eines Hochhauses lebte und ihre Karriere fortsetzte. Gegen Ende ihres Lebens litt Claire Schlichting unter Arthrose, bekam ein künstliches Hüftgelenk, später ein Kniegelenk, trat aber weiterhin öffentlich auf. Am 22. April 1978 starb sie im Alter von 72 Jahren in einem Berliner Krankenhaus und wurde auf dem Waldfriedhof Zehlendorf an der Potsdamer Chaussee beigesetzt (Grabfeld XXI U 105).

## Bühnenlaufbahn
Nach ihren Anfängen am Theater in Wuppertal spielte Claire Schlichting 1929 ein Dienstmädchen in dem Stück Der müde Theodor, einem Schwank von Max Neal und Max Ferner. Hier trat sie zum ersten Mal in dem Putzfrauenkostüm auf, das später zu ihrem Markenzeichen werden sollte, mit Dutt, Schrubber und einer Schürze, die sie nach eigenen Angaben für 2 Mark einer Putzfrau abgekauft hatte. Paul Spadoni war es, der ihr komisches Talent entdeckte und sie an den legendären Wintergarten nach Berlin vermittelte, wo sie neben den Großen der damaligen Zeit wie ihrer Namensvetterin Claire Waldoff (ebenfalls ursprünglich Clara) oder Otto Reutter auftrat. So begann um 1930 ihre Karriere als Alleinunterhalterin, womit bereits in jungen Jahren ihr Ruf als „komische Alte“ begründet wurde. Ihr Humor war häufig direkt und derb und nicht selten begleitet von eindeutigen Zweideutigkeiten. Nicht umsonst trägt eine Schallplattenhülle aus der Nachkriegszeit den Hinweis: „Für Jugendliche unter 18 nicht geeignet“. Innerhalb von Revuen oder Artistenveranstaltungen folgten Auftritte in Kabaretts, Varietés und Kinovorprogrammen. Neben dem Wintergarten waren das Hansa-Theater in Hamburg, das Frankfurter Schumann-Theater, das Astoria in Bremen oder in München das Deutsche Theater und das Café Annast einige Spielorte ihrer Bühnenkarriere. Einen ihrer letzten Auftritte im nationalsozialistischen Deutschland dürfte Schlichting 1941 im Apollo-Theater in Köln gehabt haben. Oftmals war sie bei diesen, wie auch bei späteren Veranstaltungen nach dem Krieg die Zug- und somit die Schlussnummer des Programms.
Wie bereits erwähnt, endete in der Zeit um 1941/42 die Karriere Claire Schlichtings, die sie erst in den 1950er Jahren fortsetzen konnte. Nach einem erneuten Engagement am Hamburger Hansa-Theater schlossen sich, nach ihrer genannten Düsseldorfer und Berliner Zeit, Karnevalsauftritte und Auftritte bei Betriebsfeiern an sowie Tourneen, die sie nach Amerika und Südwestafrika führten. Dort machte sie die Bekanntschaft mit dem Herzspezialisten Christiaan Barnard. Sein Angebot, auch ihr Herz zu verpflanzen, soll sie mit dem Hinweis abgelehnt haben, ihr Herz sei zu groß. Nachgewiesen sind außerdem zwei Auftritte in der Berliner Waldbühne 1953 und 1954 im Rahmen von RIAS-Produktionen unter den Titeln RIAS in der Waldbühne und Lachende Waldbühne.

## Film und Fernsehen
Ihre einzige Filmrolle spielte Claire Schlichting 1939 in der Komödie Kornblumenblau an der Seite von Leny Marenbach und Paul Kemp unter der Regie von Hermann Pfeiffer, ebenfalls ein gebürtiger Elberfelder. Einige wenige Fernsehauftritte in Unterhaltungssendungen sind ab den 1960er Jahren belegt, so 1961 in Musikalische Unterhaltung, 1963 in Die „Kleinen“ unserer Großen und 1966 in zwei Folgen der Sendereihe Modecocktail. Ihre Enkelin Meret Becker berichtet darüber hinaus von einem undatierten Fernsehauftritt bei Wim Thoelke, des Weiteren war sie gemeinsam mit Brigitte Mira am 18. Juli 1974 zu Gast in Hans Rosenthals Rate-Sendung Dalli Dalli.

## Die Schauspielerdynastie
Claire Schlichting war die Begründerin der Schauspielerdynastie Schlichting-Hansen-Becker.
In ihrer Ehe mit Herbert Schlichting brachte sie ihren Sohn Herbert Günther zur Welt, der unter seinem Künstlernamen Jonny Buchardt später ebenfalls als Komiker und Schauspieler Karriere machte und eine Zeitlang mit der Schauspielerin Barbara Schöne verheiratet war, mit der er einen Sohn hatte.
Ihre Tochter Monika Hansen aus ihrer zweiten Ehe mit Erik Hansen war mit dem Schauspieler Rolf Becker verheiratet. Aus dieser Verbindung gingen der Sohn Ben und die Tochter Meret hervor. 1971 heiratete Monika Hansen ihren Schauspielkollegen Otto Sander.
Meret Becker heiratete 1996 den Musiker und Schauspieler Alexander Hacke, von dem sie sich 2000 trennte und 2002 geschieden wurde. Aus dieser Ehe ging eine Tochter hervor. Danach war sie mit dem Musiker Danny Bruder liiert, dessen Vater der verstorbene Schauspieler Peter Seum ist.

## Auszeichnungen
- Ehrenmitgliedschaft in der GKG Rheinischen Garde Blau-Weiß e. V.[19]
- Goldene Schallplatte für Claire Schlichting – Wie sie singt und lacht, 1969

(In dem wiederholt zitierten DON-Artikel ist von mehreren Goldenen Schallplatten die Rede, namentlich erwähnt ist nur die aus dem Jahr 1969.)

## Diskographie (Auswahl)
- Lachparade mit Claire Schlichting und Heinz Schenk, Decca, 1967
- Sie lachen Tränen mit Claire Schlichting (Teil 1), Starlet
- Sie lachen Tränen mit Claire Schlichting (Teil 2), Starlet
- Frechheiten mit Herz (Teil 1), Starlet
- Frechheiten mit Herz (Teil 2), Starlet (Mit dem bereits zitierten Vermerk: Für Jugendliche unter 18 Jahren nicht geeignet)[10]
- Claire Schlichting – Wie sie weint und lacht, Telefunken
- Claire Schlichtings Lachparade, Decca
- Die große Lachparade
- Claire Schlichting – Wie sie singt und lacht

## Filmografie
- 1939: Kornblumenblau
- 1961: Musikalische Unterhaltung
- 1963: Die Kleinen unserer Großen (als Cläre Schlichting)
- 1966: Modecocktail (2 Folgen)

### Hörproben
- Berühmte Komiker lassen bitten: Harald Nielsen – Claire Schlichting – Heinz Erhardt